# Вайль, Штефан
Штефан Петер Вайль (нем. Stephan Peter Weil, род. 15 декабря 1958, Гамбург) — германский юрист и политик, член СДПГ, премьер-министр Нижней Саксонии (с 2013).

## Биография
В 1977 году окончил гимназию кайзера Вильгельма в Ганновере, прошёл альтернативную гражданскую службу в отделениях детской и подростковой психиатрии муниципальных лечебных учреждений. В 1978—1983 годах учился на юридическом факультете Гёттингенского университета, в 1984 году вернулся в Ганновер на стажировку, в 1986 году сдал второй государственный экзамен. В 1987 году начал работать адвокатом, с 1989 года занимал должности судьи и прокурора, в 1991—1994 годах был судьёй в Ганновере, затем работал в Министерстве юстиции.
В 2006—2013 годах являлся обер-бургомистром административного центра Нижней Саксонии — Ганновера. В 2012 году возглавил отделение СДПГ в Нижней Саксонии.
По итогам земельных выборов 2013 года избран в ландтаг Нижней Саксонии.
19 февраля 2013 года голосами 68 депутатов ландтага из 137 утверждён в должности премьер-министра Нижней Саксонии (его кандидатуру поддержали фракции СДПГ и «зелёных»).
1 марта 2013 года избран заместителем председателя бундесрата, с 1 ноября 2013 по 31 октября 2014 года — председатель бундесрата.
9 октября 2022 года состоялись очередные региональные выборы, победу на которых вновь одержали социал-демократы с результатом 33,4 % (ХДС получил 28,1 % голосов, «зелёные» — 14,5 %, свободные демократы — 4,7 %, АдГ — 10,9 %).
8 ноября 2022 года новый состав ландтага утвердил Вайля в должности премьер-министра. Его кандидатуру поддержали 82 депутата из 145 голосовавших (из полного состава земельного парламента в 146 человек отсутствовал только один представитель ХДС). Фракции СДПГ и «зелёных» вместе насчитывают 81 депутата, следовательно за Вайля проголосовал один депутат от одной из партий вне правящей коалиции.

## Личная жизнь
С 1987 года женат на Розмари Керков-Вайль (Rosemarie Kerkow-Weil), которая в 2013 году оказалась в состоянии конфликта с правлением Ганноверской высшей школы из-за недовольства стилем её руководства. У супругов есть взрослый сын.